# 高坂麻衣

高坂 麻衣（たかさか まい、1982年6月14日 - ）は、神奈川県出身のプロボウラー。神奈川県立釜利谷高等学校卒業。血液型A型。
2006年にプロ入り（39期生・JPBAライセンス番号418）し、2010年までにプロトーナメントで4勝(JPBA：2勝、LBO：2勝)。
2010年3月25日付でJPBAを退会し、4月1日に日本女子ボウリング機構（LBO）へ移籍（チャーターメンバー；ライセンスNo.6）した。
2013年12月末を以ってLBOが解散した後、2014年からPBA（米国プロボウラーズ協会）に加盟した。

## プロ入り後のランキング
- 2006　ポイントランキング34位(990P)、アベレージ(203.95)、賞金(￥882,000)。
- 2007　ポイントランキング24位(1,697P)、アベレージ(206.94)、賞金(￥1,275,000)。
- 2008　ポイントランキング26位(1,539P)、アベレージ(207.07）、賞金(￥2,346,000)。
- 2009　ポイントランキング14位(2,147P)、アベレージ(213.15)、賞金(￥3,244,000)。
- 2010　ポイントランキング1位、アベレージ(218.6)、賞金(￥14,450,000)。

## 優勝歴
- 2008 第3回 MKチャリティカップ
- 2009 DHCレディースオープンボウリングツアー 第2戦
- LBOレディースオープンボウリングツアー2010 第4戦
- LBOレディースオープンボウリングツアー2010 第6戦
- DHCツアー2011 第1戦
- DHCツアー2011 U-30 第1戦
- DHCツアー2011 U-30 第2戦
- DHCツアー2012 U-30 第1戦
- TAIHEI CUP 2013
- 第1回 サウンドボウル六日町店プロアマトーナメント
- PBA JAPAN Regional 2015 DHC PBA Chameleon Open
- 第5回 サウンドボウル牛久店プロアマトーナメント
- 第14回 サウンドボウル牛久店プロアマトーナメント
- 第7回 サウンドボウル六日町店プロアマトーナメント
- 第16回 サウンドボウル牛久店プロアマトーナメント